# زوارت‌اسلایشه
زوارت‌اسلایشه (به هلندی: Zwartsluisje) یک منطقهٔ مسکونی در هلند است که در کورن‌دیک واقع شده‌است. زوارت‌اسلایشه ۱۵۰ نفر جمعیت دارد.